# Uettingen
Uettingen är en kommun och ort i Landkreis Würzburg i Regierungsbezirk Unterfranken i förbundslandet Bayern i Tyskland.
Kommunen ingår i kommunalförbundet Helmstadt tillsammans med köpingarna Helmstadt och Remlingen samt kommunen Holzkirchen.